# سو فولي
سو فولي هي عازفة قيثارة وموسيقية ومغنية كندية، ولدت في 29 مارس 1968 في أوتاوا في كندا.

## وصلات خارجية
- الموقع الرسمي
- سو فولي على موقع IMDb (الإنجليزية)
- سو فولي على موقع ميوزك برينز (الإنجليزية)
- سو فولي على موقع أول ميوزيك (الإنجليزية)
- سو فولي على موقع ديسكوغز (الإنجليزية)